# Краснополянский (Ивановская область)
Краснополя́нский — село в Гаврилово-Посадском районе Ивановской области, входит в состав Гаврилово-Посадского городского поселения.

## История
В 1981 году указом Президиума Верховного Совета РСФСР посёлок кирпичного завода переименован в Краснополянский.

## Население
| 2010 |
| ---- |
| 0    |

### Национальный состав
Согласно результатам переписи 2002 года, в национальной структуре населения чуваши составляли 55 % из 11 чел., русские — 45 %.